# Yūichirō Umehara
Yūichirō Umehara (梅原 裕一郎?, Umehara Yūichirō; Prefettura di Shizuoka, 8 marzo 1991) è un doppiatore e cantante giapponese affiliato alla Arts Vision.
Ha vinto il premio di "Best Rookie Actor" alla decima edizione dei Seiyū Awards per la sua interpretazione di Kurō Hazama in Young Black Jack e di Wakasa in Orenchi no furo jijō. È inoltre noto per aver doppiato i personaggi di Seiya Ryuuguuin in Cautious Hero, Eugene Sevenstark in Mobile Suit Gundam: Iron-Blooded Orphans, Goblin Slayer in Goblin Slayer, Weather Report in Le bizzarre avventure di JoJo: Stone Ocean, Mars in Black Clover e Zoltan Akkanen in Mobile Suit Gundam Narrative.
Oltre alla carriera di doppiatore, Umehara è cantante e chitarrista della band pop rock Sir Vanity, che ha formato con Yoshiki Nakajima e altri due musicisti.

## Vita privata
Il 10 maggio 2018 Arts Vision annunciò il ricovero in ospedale di Umehara a causa di un'encefalomielite acuta disseminata. Il 30 luglio 2018 fu comunicata la sua guarigione e fu annunciato che avrebbe ripreso a lavorare gradualmente. Stando a quanto riportato da Arts Vision, durante la degenza Umehara soffrì di ipotensione intracranica, ma dopo il trattamento medico e la riabilitazione fu dimesso in sicurezza.

## Doppiaggio

### Anime
2014
- Magimoji Rurumo (Urata)
- Orenchi no furo jijō (Wakasa)

2015
- Aquarion Logos (Hayato Kujō)
- Binan kōkō Chikyū bōei-bu Love! (En Yufuin)
- Gatchaman Crowds (Rizumu Suzuki)
- Makura no Danshi (Ryushi Theodore Emori)
- Million Doll (Ryu-san)
- Mobile Suit Gundam: Iron-Blooded Orphans (Eugene Sevenstark)
- Pokémon: XY (Orunisu)
- Seraph of the End: Vampire Reign (René Simm)
- Seraph of the End: Battle in Nagoya (René Simm)
- Shirayuki dai capelli rossi (Mitsuhide Lowen)
- Young Black Jack (Kurō Hazama)

2016
- Amanchu! (Makoto Ninomiya)
- Battery (Kazuki Kaionji)
- Binan kōkō Chikyū bōei-bu Love!  (En Yufuin)
- Gate: Jieitai Kanochi nite, Kaku Tatakaeri - Enryuu-hen (Diabo)
- Girlish Number (Gojou Karasuma)
- Magic-kyun! Renaissance (Teika Ichijoji)
- Shirayuki dai capelli rossi 2ª stagione (Mitsuhide Lowen)
- Tiger Mask W (Fujii Takuma)
- Trickster (Inoue Ryo)
- Masamune Datenicle (3° Lord Yoshihiro, Yoshihiro Date)

2017
- Children of the wales (Ouni)
- Chiruran:Nibun no Ichi (Nagakura Shinpachi)
- Classroom of the Elite (Manabu Horikita)
- Dynamic Chord (Shinobu Kurosawa)
- Ikemen Sengoku: Toki o Kakeru ga Koi wa Hajimaranai (Shingen Takeda)
- Juni Taisen (Ushii/Eiji Kashii)
- Kabukibu! (Tonbo Murase)
- Karada Sagashi (Sugimoto Kenji)
- Kino's Journey: The Beautiful World (Shizu)
- A Polar Bear in Love (orso polare)
- Rage of Bahamut: Virgin Soul (Charioce XVII)
- Robomasters (Tei)
- Sengoku Night Blood (Masamune Date)
- Star-Myu 2 (Ren Kitahara)
- The IDOLM@STER SideM (Kyoji Takajo)
- Tsukipro The animation (Dai Murase)
- Whistle! (ONA) (Ryoichi Tenjo)

2018
- Amanchu! Advance (Makoto Ninomiya)
- Asa Da Yo! Kaishain (Kaibura Kai)
- Black Clover (Mars)
- Caligula (Izuru Minezawa)
- Capitan Tsubasa (2018) (Ken Wakashimazu)
- Dama×Prince (Vino von Ronzado)
- Darling in the Franxx (Goro)
- Gakuen Babysitters (Hayato Kamitani)
- Gintama: Shirogane no Tamashii-hen (Enshou)
- Goblin Slayer (Goblyn Slayer)
- Hakyū Hoshin Engi (Igo)
- Last hope (Jay Yoon)
- Legend of the Galactic Heroes: Die Neue These - Kaikou (Siegfried Kircheis)
- Mobile Suit Gundam Narrative (Zoltan Akkanen)
- Planet With (Hideo Torai)
- Sword Gai (Ichijou Seiya)
- Tada-kun wa koi o shinai (Sugimoto Hajime)
- IDOLM@STER SideM: WakeAtte Mini! (Kyoji Takajo)
- The Thousand Musketeers (Ieyasu)
- Uchū no Hō: Reimei-hen (Alpha)

2019
- Ace of Diamond Act II (Soiichiro Mima)
- Ahiru no Sora (Shigenobu Yakuma)
- Cautious Hero (Seiya Ryuuguuin)
- Shin-chan (Ikemen)
- Ensemble Stars! (Keito Hasumi)
- Fire Force (Tōjō)[6]
- Kimi dake ni Motetainda (Shun Gotōda)
- Meiji Tokyo Renka (Ozaki Kouyou)
- One-Punch Man (Sperma Nero)
- RobiHachi (Principe Chamechamecha)
- Stand My Heroes: Piece of Truth (Miyase Gou)
- Star-Myu 3 (Ren Kitahara)
- Legend of the Galactic Heroes: Die Neue These - Seiran (Siegfried Kircheis)
- Tsukipro The Animation (Dai Murase)
- ZENONZARD The Animation (Ash Claude)

2020
- Ascendance of a Bookworm (Damuel Matthias)
- Fruits Basket  (Kureno Souma)
- Goblin Slayer: Goblin's Crown (Goblin Slayer)
- Golden Kamui (Vasily)[7]
- Kapibara-san (narratore, guardiano dello zoo)[8]
- Plunderer (Jail Murdoch)[9]
- Shadowverse (Kiriyama Shirou)
- Uchitama?! (Kuro Mikawa)[10]
- Woodpecker Detective's Office (Sakutarō Hagiwara)[11]

2021
- 2.43: Seiin High School Boys Volleyball Team (Misao Aoki)[12]
- Heaven's Design Team (Kimura)[13]
- Hetalia: World Stars (Portogallo)[14]
- High-Rise Invasion (Sniper Mask)[15]
- Hortensia Saga (Defrost Danois)[16]
- I-Chu: Halfway Through the Idol (Lucas)[17]
- Le bizzarre avventure di JoJo: Stone Ocean (Weather Report)[18]
- Let's Make a Mug Too (Tomonari Kusano)[19]
- My Hero Academia: World Heroes' Mission (Shidero)[20]
- Seven Knights Revolution: Hero Successor (Gales)[21]
- Skate-Leading Stars (Izumi Himekawa)[22]
- So I'm a Spider, So What? (Balto Ftalo)[23]
- SSSS. Dinazenone (Koyomi Yamanaka)[24]
- The Saint's Magic Power is Omnipotent (Erhart Hawke)[25]
- The Slime Diaries (Zegion)
- Those Snow White Notes (Seiryū Kamiki)[26]
- Tsukipro The Animation (Dai Murase)
- Words Bubble Up Like Soda Pop (Toughboy)[27]

2022
- Aoashi (Haruhisa Kuribayashi)[28]
- Bleach: Thousand-Year Blood War (Jugram Haschwalt)[29]
- Classroom of the Elite (Manabu Horikita)
- Echigo Bafuku (Sawatari)[30]
- I'm the Villainess, So I'm Taming the Final Boss (Claude Jean Ellmeyer)[31]
- Miss Kuroitsu from the Monster Development Department (professoressa Sadamaki)[32]
- My Master Has No Tail (Rakuda)[33]
- Alé alé alé o-o (Atsushi Kamiya)[34]
- Tales of Luminaria -The Fateful Crossroad- (August Wallenstein)[35]
- Build Divide -#FFFFFF- Code White (Arkeld)[36]

2023
- Classroom of the Elite (Manabu Horikita)
- High Card (Vijay Kumar Singh)[37]
- The Iceblade Sorcerer Shall Rule the World (Evi Armstrong)
- The Reincarnation of the Strongest Exorcist in Another World (Haruyoshi Kugano)
- Rurouni Kenshin (2023) (Tsunan Tsukioka)

2024
- Suicide Squad Isekai (Joker)

2025
- The Shiunji Family Children (Arata Shiunji)[38]
- From Bureaucrat to Villainess: Dad's Been Reincarnated! (Richard Verseau)

TBA
- Goblin Slayer (Goblin Slayer)
- Spy Classroom (Klaus)[39]
- The Misfit of Demon King Academy (Anos Voldigoad)[40]

### Videogiochi
2014
- Granblue Fantasy (Charioce XVII)

2015
- Touken Ranbu (Oochidori Juumonji Yari)
- Academy Club: The Secret After School (Renji Kamiki)
- I Doll U (Peter)
- Bleach: Brave Souls (Jugram Haschwalth)
- Seraph of the End: The Origin of Fate (Rene Simm)
- Believer! (You Inami)

2016
- Period: Cube ~Shackles of Amadeus~ (Demento)
- The Caligula Effect (Izuro Minesawa)

2017
- Kingdom Hearts HD 2.8 Final Chapter Prologue (Ira)
- Fire Emblem Heroes (Luke, Raven)

2018
- Octopath Traveler (Cyrus Albright)
- Black Clover: Quartet Knights (Mars)
- Dragalia Lost (Prometheus)

2019
- Kingdom Hearts III (Ira)
- Dragon Marked for Death (Guerriero)
- Pokémon Masters EX (Paride)
- Gunvolt Chronicles: Luminous Avenger iX (Dystnine)
- Code Vein (voce protagonista maschio)
- Cafe Enchante (Canus Espada)
- War of the Visions: Final Fantasy Brave Exvius (Sterne Leois)
- Sakura Wars (videogioco 2019) (Yang Xialoan)
- JoJo's Bizarre Adventure: Last Survivor (Weather Report)

2020
- Disney: Twisted-Wonderland (Leona Kingscholar)
- Genshin Impact (Alhaitham)
- Octopath Traveler: Conquerors of the Continent (Cyrus Albright)
- Shadowverse: Champion's Battle (Shiro Kiriyama)

2021
- Jack Jeanne (Rokuro Enishi)
- Monster Hunter Rise (Kagero)
- The Legend of Heroes: Trails through Daybreak (Kasim Al-Fayed)
- Tales of Luminaria (August Wallenstein)

2022
- JoJo's Bizarre Adventure: All Star Battle R (Weather Report)
- The Legend of Heroes: Trails through Daybreak II (Kasim Al-Fayed)

2023
- Final Fantasy XVI (Sleipnir)
- Master Detective Archives: Rain Code (Vivia Twilight)
- Final Fantasy VII: Ever Crisis (Sephiroth (giovane))

2024
- Persona 3 Reload (Mamoru Hayase)
- Card-en-Ciel (Dystnine)
- Romancing SaGa 2: Revenge of the Seven (Final Emperor)